# Flora Tristan
Pour les articles homonymes, voir Tristan.
Flora Tristan, née le 7 avril 1803 à Paris et morte le 14 novembre 1844 à Bordeaux, est une femme de lettres, penseuse, militante socialiste et féministe française.
Figure majeure du débat social et du socialisme utopique dans les années 1840, elle prendra part aux premiers pas de l’internationalisme. Son socialisme humanitaire est marqué par une foi religieuse et mystique étrangère à la lutte des classes telle que théorisée par Karl Marx et Friedrich Engels. Elle est l'autrice d’un des premiers projets d'organisation ouvrière.

## Biographie

### Famille
D’origine franco-péruvienne, Flora Tristan, de son vrai nom complet Flora Célestine Thérèse Henriette Tristán y Moscoso, est la fille de Mariano de Tristán y Moscoso, un aristocrate péruvien, et d'Anne-Pierre Laisnay, issue de la petite bourgeoisie parisienne, émigrée en Espagne pendant la Révolution française. Mariano et Anne-Pierre sont mariés en Espagne par un prêtre réfractaire, mais Mariano, de retour en France, ne prend jamais le temps de régulariser son mariage. Il meurt peu après leur retour à Paris en 1807, un coup du sort qui affecte l'existence de Flora. Elle note, dans Pérégrinations d’une paria : « Mon enfance heureuse s’acheva, à quatre ans et demi, à la mort de mon Père ». En effet, en l'absence de mariage civil, sa mère ne peut pas faire valoir ses droits sur leur fastueux domicile commun de Vaugirard, dont elle est expulsée et qui est saisi par l'État.
Fille orpheline de père, Flora Tristan, à l'imagination épanouie, s'en invente un autre. Elle prétend descendre de l'empereur Moctezuma II, ou être le fruit d'une aventure qu'aurait eue sa mère avec Simón Bolívar, qui était fréquemment accueilli à Vaugirard. Elle n'hésite ainsi pas à fabriquer et publier de fausses lettres de l'homme politique pour accréditer sa version. Il semble que Bolivar, qui n'eut par ailleurs jamais d'enfant, quitte Bilbao, lieu de son aventure supposée avec Anne-Pierre, plus de neuf mois avant la naissance de Flora, ce qui rend cette paternité improbable,,.

### Mariage

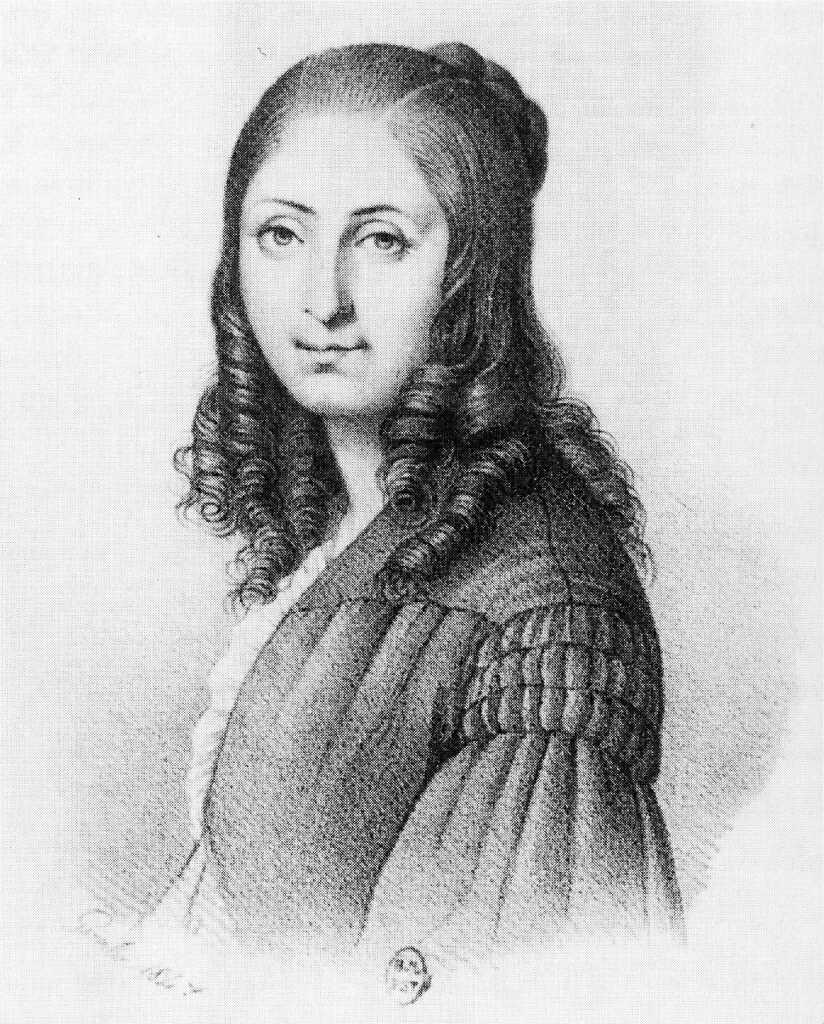
Flora Tristan par Jules Laure.

Flora Tristan et sa mère se débattent alors avec de lourdes difficultés financières qui précipitent le mariage de la jeune fille, à 17 ans, avec un graveur en taille-douce, André Chazal, petit frère d'Antoine Chazal, chez qui elle est ouvrière coloriste. André est très épris d'elle, et Flora se marie sans amour en 1821, sous la pression de sa mère qui espère lui assurer une situation stable. Cet homme est surtout jaloux, considéré comme médiocre et très violent. Elle parvient néanmoins à s’évader d’une vie quotidienne où la femme est considérée comme une mineure incapable, par la lecture de Rousseau, Lamartine et surtout de Madame de Staël. En 1822 a lieu la naissance de son premier enfant, Alexandre (mort à l'âge de huit ans). En 1824, naît Ernest (1824-1879), le second enfant du couple. Flora Tristan est victime de violences conjugales, humiliée et séquestrée. Elle réussit à fuir en 1825, bien qu’enceinte de la dernière de ses trois enfants (Aline, 1825-1867, future mère du peintre Paul Gauguin). Elle obtient la séparation de biens en 1828 et, malgré des menaces et des voies de fait de plus en plus graves, elle ne reprend plus jamais la vie commune, vivant sous des noms d'emprunt pour échapper à son époux.

### Voyages
Pendant dix années, elle voyage et travaille à se faire l'éducation qu'elle n'a pas reçue étant enfant. Cette période de sa vie est assez peu documentée, Flora se vit comme une déclassée ayant brûlé les traces de son passé dont elle a honte. Elle confie ses enfants à sa mère, et devient dame de compagnie auprès d’Anglaises quelques années durant. Elle tire de son expérience en Angleterre des observations qu'elle publie, en 1840, dans Promenades dans Londres.
Sa famille maternelle s'étant rangée du côté d'André Chazal, Flora confie sa fille Aline à une institution et se rend au Pérou en 1833, espérant se faire reconnaître par sa famille paternelle. Elle se présente comme célibataire. Mais à Arequipa, son oncle Pío de Tristán y Moscoso, noble péruvien qui l'accueille, lui dénie l'héritage complet de son père vu sa condition de « bâtarde ». En tant que fille naturelle, il lui accorde toutefois une part du cinquième, et accepte de lui verser une pension pendant quelques années. Celle qui se considère comme « paria » décide alors de rentrer en France après un court séjour à Lima, la capitale du pays. C'est un semi-échec, mais ce voyage initiatique lui permet d'écrire son premier livre : Pérégrinations d'une paria, où, avec un regard de Parisienne laïque et républicaine, elle détaille ses observations sur la vie sociale et politique, le pouvoir de l'Église catholique et les exclusions de toutes sortes, y compris l’esclavage dans les plantations sucrières. Le livre est mal reçu à Lima et son oncle Pío supprime la pension qu'il lui versait. Les fonds déjà reçus, qu'elle gère avec succès jusqu'à la fin de sa vie, lui permettent de vivre désormais à l'abri des soucis financiers.
Elle rentre en France en 1835, et fréquente les cercles littéraires et socialistes parisiens, dont les réunions de  La Gazette des femmes. Elle rédige, sous la signature de « Mme F. T. », Nécessité de faire un bon accueil aux femmes étrangères, un projet utopiste décrivant les principes d'une association destinée à venir au secours des femmes seules, et propose ses services à Charles Fourier.

### Séparation et tentative d’assassinat
Ayant retrouvé la trace de Flora, André Chazal enlève une première fois leur fille Aline. Flora Tristan et son mari se déchirent pendant des années pour la garde des enfants. Chazal obtient la garde de leur fils Ernest, décision qui n'est pas mise à exécution, celui-ci restant domicilié chez sa grand-mère, tandis qu'Aline est mise en pension, avec un droit de visite des deux parents. En 1836, Chazal enlève de nouveau sa fille, qui s'enfuit et retourne chez sa mère. Le conflit se poursuit dans un fort climat de violences, Flora porte plainte en juin 1837 pour inceste du père d'après les dires de l'enfant de douze ans et de son frère Ernest de treize ans. Après quelques mois de prison, Chazal bénéficie d'un non-lieu. Le 14 mars 1838, elle obtient la séparation de corps d'avec son mari devant le tribunal correctionnel de Paris, le divorce étant interdit depuis 1816. Ce drame pousse Flora à se battre pour le restant de sa vie pour le droit des femmes, notamment celui de divorcer. À l'issue du jugement où il l'accuse de se prostituer, André Chazal, ruiné, aigri, la menace de mort, et jure de se venger. Le 10 septembre 1838, il lui perfore le poumon gauche d’un coup de pistolet. Défendu par le jeune avocat Jules Favre, il est condamné à vingt années de travaux forcés, commués en une peine de prison. Remise sur pied, bien qu'une balle reste logée près de son cœur, et libre enfin, Flora reprend son véritable nom de Tristan.

### Retour en Angleterre
En 1839, elle retourne pour la troisième fois en Angleterre. Elle met à l'œuvre une enquête sociale et complète ses observations précédentes pour publier en 1840 Promenades dans Londres, où elle fait l'éloge de Mary Wollstonecraft. Elle y décrit l'Angleterre industrielle comme un modèle qui ne tardera pas à se propager dans le reste de l'Europe, et « met en garde contre un modèle de développement où l’homme était sacrifié à la tyrannie du profit.»
Elle s’investit également dans la mission d’organiser les classes laborieuses.

### La militante engagée

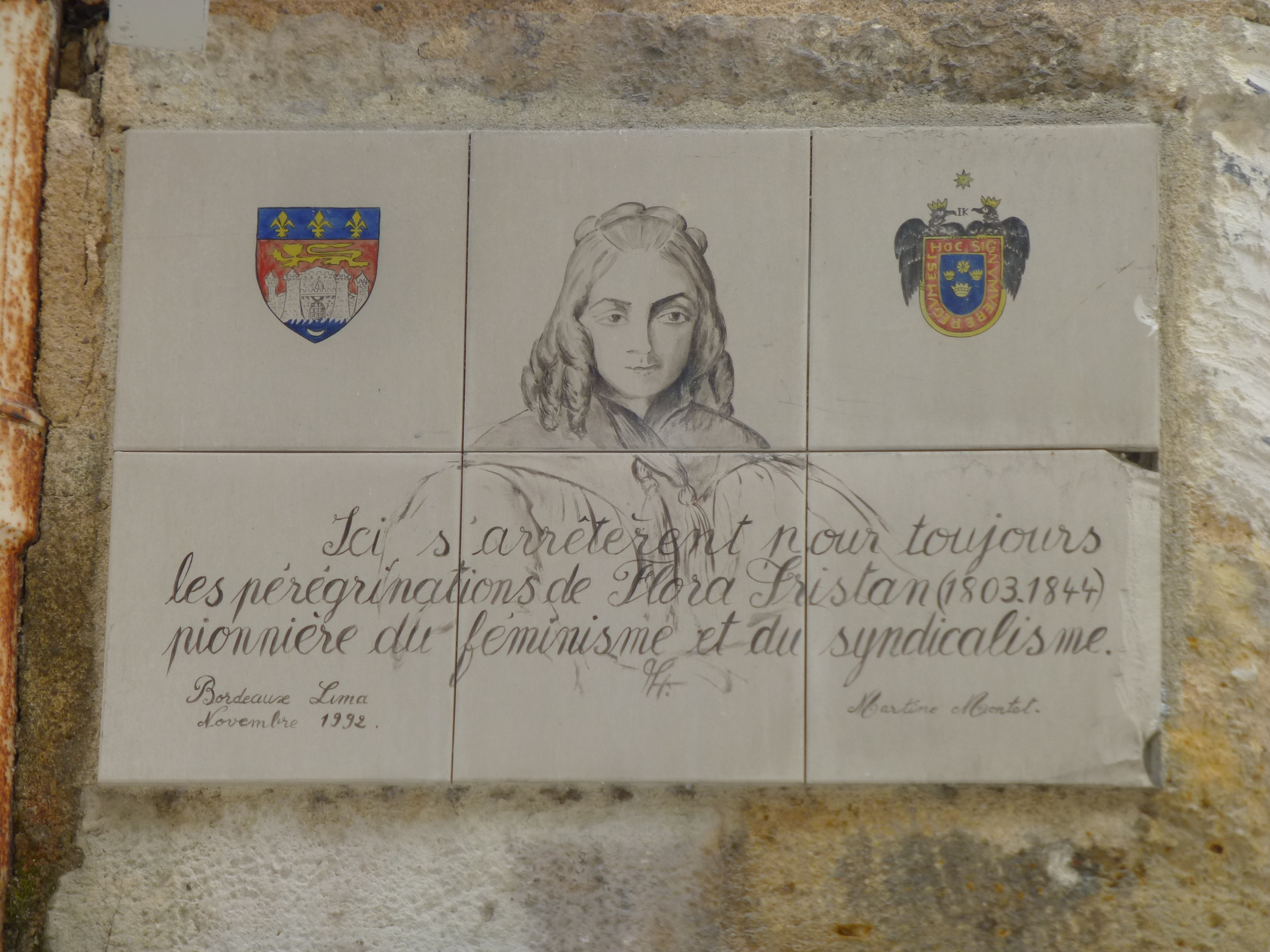
Plaque apposée rue des Bahutiers dans le quartier Saint-Pierre à Bordeaux.

Parfois occultée par ses camarades masculins (gênés peut-être par son messianisme) — Friedrich Engels, qui la cite dans La Sainte Famille, Proudhon —, elle apparaît de nos jours, de plus en plus, comme une figure majeure des luttes de la classe ouvrière et pour la condition féminine partout dans le monde. Elle est connue pour avoir écrit : « Prolétaires de tous pays, unissez-vous ! » publié dans son manifeste politique Union Ouvrière en 1843. Phrase reprise par la suite par Karl Marx et Friedrich Engels, au sein de leur essai politico-philosophique Manifeste du parti communiste paru en 1848.
Un de ses thèmes de prédilection est la « légitimité de la propriété des bras » (légitimité du droit au travail pour tous et toutes).
Pour répandre ses idées, elle publie grâce à des souscriptions (de Béranger, Victor Considerant, George Sand, Eugène Sue, Agricol Perdiguier, Vinçard, Paul de Kock, Marceline Desbordes-Valmore, Louis Blanc et d’autres) un opuscule, Idée. Malgré la situation de pauvreté de Louise Crombach, elle la sollicite en 1843 pour une souscription qu'elle organise pour le journal L’Union ouvrière. Elle s’embarque au cours de l'année 1843 dans « un tour de France », le circuit traditionnel des apprentis-compagnons. Son journal, publié posthumément, retrace ses rencontres avec les femmes et les hommes ouvriers à travers la France.

### Mort
Elle n'achève pas son voyage. Elle meurt de la fièvre typhoïde le 14 novembre 1844 à Bordeaux, au domicile d'Élisa et Charles Lemonnier, « Aristocrate déchue, Femme socialiste et Ouvrière féministe », comme elle aimait à se désigner. Sa mort prématurée à l'âge de 41 ans, peut être considérée comme la conséquence directe de sa blessure reçue lors de la tentative d'assassinat dont elle a été victime de la part de son mari. Sa blessure ayant causé une insuffisance respiratoire et augmenté le risque de contracter des maladies, sa mort serait ainsi un féminicide.
Son dernier ouvrage est « complété d'après ses notes » et publié en 1846, après sa mort, par son ami Alphonse-Louis Constant, le futur occultiste Eliphas Levi, sous le titre L'émancipation de la femme ou Le testament de la paria.
Quelques années après sa mort, une souscription est lancée par des ouvriers dans le but de faire ériger un monument à sa mémoire et en celle de « l'union ouvrière ». Ce monument se trouve au cimetière de la Chartreuse de Bordeaux. Eugène Sue fut parmi les premiers souscripteurs alors que George Sand refusa sèchement la demande de participation.

## Postérité

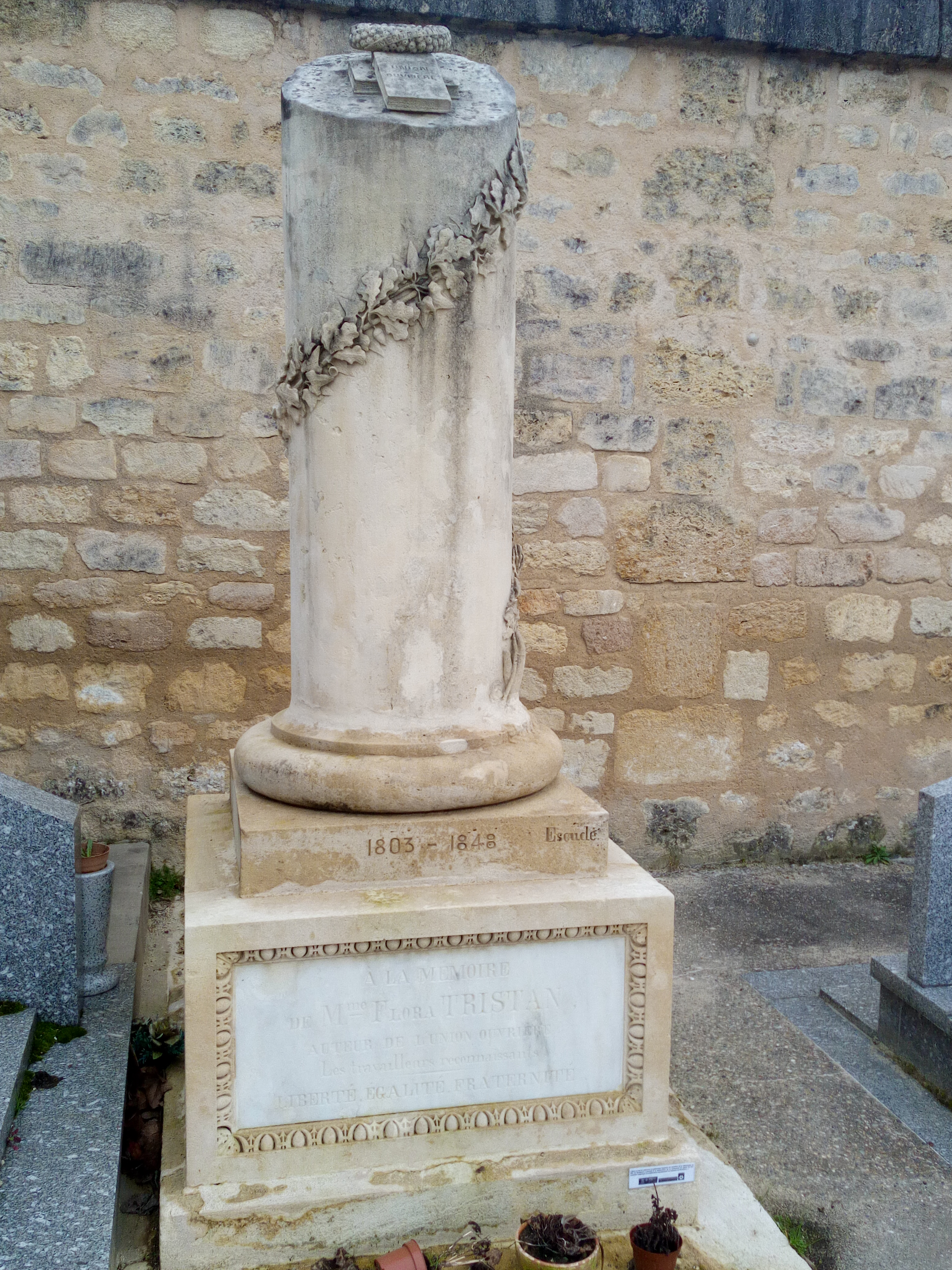
Sépulture de Flora Tristan à Bordeaux

De 1973 à 1983, le mouvement féministe lyonnais fait naître le Cercle Flora Tristan, une composante du Mouvement de libération des femmes à Lyon.
En avril 2018, l'université Bordeaux Montaigne annonce qu'un des deux principaux bâtiments de l'université portera le nom de Flora Tristan dans le cadre d'une rénovation de sa signalétique.
La principale organisation pour la promotion féministe du Pérou se nomme Centro de la Mujer Peruana Flora Tristán et revendique « 25 años trabajando por los derechos de las mujeres » (25 ans de travail pour le droit des femmes).
Le Centre Flora-Tristan est un réseau de centres d’hébergement et de réinsertion sociale qui accueillent des victimes de violence conjugale,.
Une école maternelle porte son nom à Saint-Pierre (La Réunion).
Une rue et un lotissement portent son nom au Haillan.
Une rue porte son nom à Calais.
Une rue porte aussi son nom à Montreuil-sous-Bois.
Une allée porte son nom à Lyon dans le 7e arrondissement. 
La place Flora-Tristan dans le 14e arrondissement, porte son nom à Paris.
Trois collèges portent son nom à Carrières-sous-Poissy, Lherm et Paris.
Cinq lycées portent son nom à Noisy-le-Grand,La Ferté Macé, Camblanes-et-Meynac, Lillers et Montereau-Fault-Yonne.
Un EHPAD porte son nom à Briec.
Une Médiathèque porte son nom à Pierrefitte-sur-Seine et une autre depuis 1934 à Nanterre.

### Timbre-poste
Le 8 mars 1984, l'administration des PTT émet un timbre-poste à son effigie dans le cadre de « L’hommage aux femmes ». La dessinatrice du timbre est Huguette Sainson.

## Citations

### Tirées de ses œuvres
Sur sa vie personnelle :

« Ma mère est française : pendant l’émigration elle épousa en Espagne un Péruvien ; des obstacles s’opposant à leur union, ils se marièrent clandestinement, et ce fut un prêtre français émigré qui fit la cérémonie du mariage dans la maison qu’occupait ma mère. J’avais quatre ans lorsque je perdis mon père à Paris. Nous revînmes à Paris, où ma mère m’obligea d’épouser un homme que je ne pouvais ni aimer ni même estimer. À cette union je dois tous mes maux,. »

Sur l’esclavage :

« Chez le consul [dans les îles du Cap-Vert] m’attendait le spectacle d’une de ces scènes repoussantes d’atrocité, et si fréquentes dans les pays où subsiste encore ce monstrueux outrage à l’humanité, l’esclavage.

Ce jeune consul, représentant d’une république, cet élégant Américain […] ne paraissait plus qu’un maître barbare. Nous le trouvâmes dans la salle basse, frappant de coups de bâton un grand nègre étendu à ses pieds, et dont le visage était tout en sang. […] Le consul chargea M. David de nous expliquer pourquoi il battait son esclave : le nègre était voleur, menteur, etc., etc. ; comme si le plus énorme des vols n’était pas celui dont l’esclave est victime ! […] Comme si l’esclave devait rien à son maître et n’était pas, au contraire, en droit de tout entreprendre contre lui ! »

Sur les femmes :

« Cependant, les femmes de Lima gouvernent les hommes, parce qu’elles leur sont bien supérieures en intelligence et en force morale. La phase de civilisation dans laquelle se trouve ce peuple est encore bien éloignée de celle où nous sommes arrivés en Europe. Il n’existe au Pérou aucune institution pour l’éducation de l’un ou l’autre sexe ; l’intelligence ne s’y développe que par les forces natives : ainsi la prééminence des femmes de Lima sur l’autre sexe, quelque inférieures, sous le rapport moral, que soient ces femmes aux Européennes, doit être attribuée à la supériorité d’intelligence que Dieu leur a départie. »

« L’homme le plus opprimé peut opprimer un être, qui est sa femme. Elle est le prolétaire du prolétaire même »

« J’écris pour que vous sachiez ; je crie pour que vous entendiez ; je marche en avant pour que vous connaissiez la route ! »

Sur la religion :

« Le soir, on voit dans les rues les habitants aller faire des stations dans toutes les églises. [...]. Les plus zélés se jettent à genoux, embrassent la terre ; […] dans chaque maison, ce sont des extravagances toutes plus insensées qu’une dévotion superstitieuse suggère à ces têtes exaltées. Ce n’est jamais dans leur conscience qu’ils cherchent leur devoir, mais dans le merveilleux de leurs croyances. Le moyen de ne pas se croire exempté des vertus sociales, lorsqu’on fait de pareils tours de force… tels sont les résultats auxquels arrivent les religions qui isolent leur foi de la charité. »

« [Ma tante] Joaquina fait un grand étalage de religion : elle observe toutes les pratiques superstitieuses du catholicisme avec une ponctualité bien fatigante. […]. Elle cajole les pauvres par de douces paroles, mais ne soulage pas leur misère comme son immense fortune lui permettrait si bien de le faire. La religion n’est pas chez elle cette affection de l’âme qui se manifeste par l’amour de ses semblables : la sienne ne la pousse à aucun dévouement, à aucun sacrifice. Pour elle, c’est un instrument au service de ses passions, un moyen d’étouffer le remords. »

Sur la liberté :

« [Après un séjour de plusieurs jours dans un couvent] enfin, nous passâmes le seuil de cette énorme porte en chêne, verrouillée et bardée de fer comme celle d’une citadelle ; à peine la portière l’eut-elle refermée, que nous nous mîmes toutes à courir dans la longue et large rue de santa-Rosa, en criant : ‘Dieu ! quel bonheur d’être en liberté !’ […] Liberté, oh ! chère liberté, il n’est pour ta perte aucune compensation : la sécurité même n’en est pas une ; rien au monde ne saurait te remplacer. »

Sur la guerre :

« Ah ! cousin, lui dis-je, le cœur navré, je n’avais pas besoin de vous voir dans cet état pour abhorrer la guerre ; d’après tout ce j’ai vu depuis hier, je ne pense pas qu’il puisse exister de châtiments trop cruels pour ceux qui la font naître. »

### À son propos
« Traitée de paria par le monde entier, Flora Tristan accepte ce nom et s’en fait un titre... Se sentant investie d’une mission quasi-divine, elle se nommait elle-même (un peu par dérision) « la Messiah (le Messie) des Femmes » » ; Éléonore Blanc, 1845.
« Il n’est peut-être pas de destinée féminine qui, au firmament de l’esprit, laisse un sillage aussi long et aussi lumineux » ; André Breton, Le Surréalisme même, no 3, 1957, p. 4
Son petit-fils, Paul Gauguin, a écrit à son sujet : « Il est probable qu’elle ne sut pas faire la cuisine. Un bas-bleu socialiste, anarchiste. […] Elle était intime amie avec Mme Desbordes-Valmore. Je sais aussi qu'elle employa toute sa fortune à la cause ouvrière, voyageant sans cesse. »

### Œuvres de Flora Tristan
- 1835, Nécessité de faire un bon accueil aux femmes étrangères.
- 1837, Pérégrinations d'une paria (1833-1834) tome 1 lire en ligne sur Gallica ; tome 2 lire en ligne sur Gallica ; disponible également sur WikiSource- Pérégrinations d’une paria ; rééd. Pédelahore, coll. Transhumance, 2014, 436 p.,  (ISBN 979-1093533438), notice éditeur, et Pérégrinations d’une paria, Arles, Actes Sud, coll. « Babel », 2004, 671 p. (ISBN 2-7427-4601-3). Édition numérique complète, t.1 et t.2, chez Transhumance, 2014  (ISBN 9791093533063)
- 1838, Méphis, roman lire en ligne sur Gallica
- 1840, Promenades dans Londres, disponible sur Gallica
- 1843, L’Union ouvrière lire en ligne sur Gallica ; réédition Éditions des Femmes, suivie de lettres de Flora Tristan ; éd. préparée par Daniel Armogathe et Jacques Grandjonc
- Le Tour de France : état actuel de la classe ouvrière sous l'aspect moral, intellectuel, matériel, notes de Jules L. Puech, préface de Michel Collinet, publié à titre posthume à Paris en 1973, éditions Tête de feuilles [lire en ligne] ; nelle éd., Paris, La Découverte, 1980, 2 vol.
- L’Émancipation de la Femme ou Le Testament de la Paria, publié à titre posthume, disponible sur gallica.fr .

### Études sur Flora Tristan
- Dominique Desanti, Flora Tristan, Hachette 1972 réédition en 10/18
- Stéphane Michaud (dir.), Un fabuleux destin : Flora Tristan, éditions universitaires de Dijon, 1985. Actes du colloque de Dijon, mai 1984[57].
- De Flora Tristan à Mario Vargas Llosa (ouvrage collectif, sous la direction de Stéphane Michaud), Paris, Presses Sorbonne Nouvelle, 2004, 252 p. (ISBN 978-2878543018).
- Stéphane Michaud, Flora Tristan : La paria et son rêve, Presses Sorbonne Nouvelle, 2003, établissant une importante partie de sa correspondance.
- De Flora Tristan à nos jours : l’émancipation en marche, Colloque du bicentenaire de la naissance de Flora Tristan, Bordeaux, 13 novembre 2003 : 
  - « De la Paria à la Femme-messie », introduction sur la vie de Flora Tristan par Évelyne Bloch-Dano.
  - « Flora Tristan une singularité dans le XIXe siècle des « Utopistes » par Michèle Riot-Sarcey, historienne, professeure à l’université Paris 8.
  - « Un maillon fort de l’émancipation et de l’égalité d’hier à aujourd’hui » par Stéphane Michaud, professeur de littérature comparée à la Sorbonne.
- Évelyne Bloch-Dano, Flora Tristan La Femme-messie, Grasset, 2001.
- Leo Gerhard. Flora Tristan : la révolte d’une paria, Les éditions de l’Atelier, 1994, pp. 112–135  (ISBN 2-7082-3059-X)
- Catherine Bernié-Boissard, Michel Boissard et Serge Velay, Petit Dictionnaire des écrivains du Gard, Nîmes, Éditions Alcide, 2009, 255 p. (ISBN 978-2-917743-07-2, présentation en ligne), p. 241-242
- Jean-Louis Debré et Valérie Bochenek, Ces femmes qui ont réveillé la France, Paris, Arthème Fayard, 2013, 374 p. (ISBN 978-2-213-67180-2)
- Michelle Perrot, Des femmes rebelles - Olympe de Gouges, Flora Tristan, George Sand, Elyzad poche, 2014.
- Jean Sagnes, Ils voulaient changer le monde - Chateauneuf-Randon, François Arago, Flora Tristan, Jules Amigues, Marcellin Albert, Paul Vigné d'Octon, Cheng Tcheng, Chau Seng, Maurice Morelly, Éditions du Mont, collection l'Être du Languedoc, 2016,  (ISBN 978-2-915652-84-0)
- Yannick Ripa, Femmes d'exception : Les raisons de l'oubli, Paris, Le Cavalier Bleu, 2018, 236 p. (ISBN 979-10-318-0273-2), p. 85-94.
- Brigitte Krulic, Flora Tristan, Paris, Gallimard, 2022, 384 p.
- Olivier Gaudefroy, Flora Tristan : une insoumise sous le règne de Louis-Philippe, Paris, Syllepse, 2022, 128 p.
- (en) Máire Cross, The feminism of Flora Tristan, Berg, Oxford, 1992  (ISBN 0-85496-731-1)
- (en) Máire Cross, In the Footsteps of Flora Tristan: A Political Biography, Liverpool University Press, 2020, 288 p.
- (es) Ana De Miguel et Rosalía Romero, Flora Tristan: Feminismo y Socialismo. Antología, Madrid, La Catarata, coll. « Clásicos del Pensamiento Crítico », 2003, 158 p. (ISBN 978-84-8319-159-0).
- (es) Conxa Llinàs Carmona, Flora Tristán, una filósofa social, Barcelone, Edicions de la Universitat de Barcelona, 2018, 358 p. (ISBN 978-84-9168-431-2).

### Flora Tristan dans la fiction
- Le Paradis – un peu plus loin de Mario Vargas Llosa : ce roman raconte en parallèle la vie de Flora Tristan et celle de Paul Gauguin, son petit-fils. Bien que ce soit une œuvre de fiction, il brosse un portrait assez fidèle de Flora Tristan.
- Brune de Nicole Avril, Plon, Paris, 2012, une biographie romancée.
- Le Voyage à Lyon (Die Reise nach Lyon) - film de Claudia von Alemann, 1981. Le film suit l’arrivée et les déambulations à Lyon d'Elisabeth, une jeune femme allemande à l’âme discrète et musicienne, qui marche sur les pas de Flora Tristan.
- Olivier Merle, Le destin tourmenté de Flora Tristan, Kang Yatsé éditions, 2018 : Biopic en bande dessinée. Cet album retrace la jeunesse et les années d'apprentissage de Flora avant son départ au Pérou. Elle voit naître les prémices de sa future vocation sociale et féministe.

## Film biographique
- La herencia de Flora, d'Augusto Tamayo San Román (2024).

## Émissions de télévision et de radio
- Hovine Arelette (2024), Flora Tristan, en lutte ouvrière France Culture, émission Entendez-vous l'éco? Entretien avec Brigitte Krulik et Jean-Claude Caron.
- « Cherchez la femme ! (12/30) Flora Tristan - Le communisme », sur Arte, 17 janvier 2023, série en stop motion de Julie Gavras (2021), Arte, durée 0 h 4 min.
- Jeanneney, J.-N. (2022), Flora Tristan, indignée [Emission de radio]. France Culture.
- Olivia Gesbert, « Flora Tristan : marxiste tendance féministe », Paris, France Culture, janvier 2022 (entretien avec Brigitte Krulic).